# Путь (теория графов)

Граф-путь с 6 вершинами

Путь в графе — последовательность вершин, в которой каждая вершина соединена со следующей ребром.

## Определения
Пусть G — неориентированный граф.
Путём в G называется такая конечная или бесконечная последовательность рёбер и вершин
{\displaystyle S=(...,a_{0},E_{0},a_{1},E_{1},...,E_{n-1},a_{n},...)},
что каждые два соседних ребра {\displaystyle E_{i-1}} и {\displaystyle E_{i}} имеют общую вершину {\displaystyle a_{i}}.
Таким образом, можно написать
{\displaystyle ...,E_{0}=(a_{0},a_{1}),E_{1}=(a_{1},a_{2}),...,E_{n}=(a_{n},a_{n+1}),...}
Отметим, что одно и то же ребро может встречаться в пути несколько раз.
Если нет рёбер, предшествующих {\displaystyle E_{0}}, то {\displaystyle a_{0}} называется начальной вершиной S, а если нет рёбер, следующих за {\displaystyle E_{(n-1)}}, то {\displaystyle a_{n}} называется конечной вершиной S.
Любая вершина, принадлежащая двум соседним рёбрам, называется внутренней. 
Так как рёбра и вершины в пути могут повторяться, внутренняя вершина может оказаться начальной или конечной вершиной.
Если начальная и конечная вершины совпадают, путь называется циклическим.
Путь называется цепью, а циклический путь — циклом, если каждое его ребро встречается не более одного раза (вершины могут повторяться).
Нециклическая цепь называется простой цепью, если в ней никакая вершина не повторяется.
Цикл с концом {\displaystyle a_{0}} называется простым циклом, если {\displaystyle a_{0}} не является в нём промежуточной вершиной и никакие другие вершины не повторяются.
Эта терминология не вполне устоялась. Уилсон писал:

То, что мы назвали маршрутом, называют также путём, рёберной последовательностью.
Цепь называют путём, полупростым путём; простую цепь – цепью, путём, дугой, простым путём, элементарной цепью; замкнутую цепь – циклической цепью, контуром; цикл – контуром, контурной цепью, простым циклом,  элементарным циклом.— 

Ориентированный цикл. Без стрелок это просто цикл. Это не простой цикл, поскольку синие вершины используются дважды.

Пути, цепи и циклы являются фундаментальными концепциями теории графов и определяются во вводной части большинства книг по теории графов. Смотрите, например, Бонди и Марти, Гиббонс или Дистель.

## Различные виды путей
Путь, для которого никакие рёбра графа не соединяют две вершины пути, называется индуцированным путём.
Простая цепь, содержащая все вершины графа без повторений, известна как Гамильтонов путь.
Простой цикл, содержащий все вершины графа без повторений, известен как Гамильтонов цикл.
Цикл, получаемый добавлением ребра графа к остовному дереву исходного графа, известен как Фундаментальный цикл.

## Свойства путей
Два пути вершинно независимы, если они не имеют общих внутренних вершин. Аналогично два пути рёберно независимы, если они не имеют общих внутренних рёбер.
Длина пути — это число рёбер, используемых в пути, при этом многократно используемые рёбра считаются соответствующее число раз. Длина может равняться нулю, если путь состоит только из одной вершины.
Взвешенный граф ставит в соответствие каждому ребру некоторое значение (вес ребра). Весом пути во взвешенном графе называется сумма весов рёбер пути. Иногда вместо слова вес употребляется цена или длина.